# Polypedilum vogesiacum
Polypedilum vogesiacum är en tvåvingeart som beskrevs av Maurice Emile Marie Goetghebuer 1944. Polypedilum vogesiacum ingår i släktet Polypedilum och familjen fjädermyggor.
Artens utbredningsområde är Frankrike. Inga underarter finns listade i Catalogue of Life.